# Ácido araquidônico

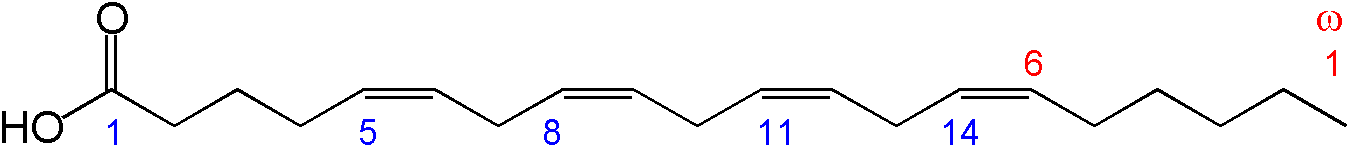
A estrutura química do ácido araquidônico, mostrando as convenções de numeração fisiológica (em vermelho) e química (em azul).

O ácido araquidônico (AA) é um ácido graxo essencial, da família dos omega-6, formado por uma cadeia de 20 carbonos com quatro duplas ligações (ácido eicosatetraenóico) nas posições 5, 8, 11 e 14 - é, portanto, o ácido 20:4(5,8,11,14).
A presença das ligações duplas faz com que esta molécula tenha vários sítios que podem ser oxidados, permitindo a formação de diferentes lipídios com atividades biológicas distintas.
O ácido araquidônico está presente nas membranas das células corporais, e é o precursor da produção de eicosanoides, através da via metabólica da cascata do ácido araquidónico. É um dos ácidos graxos essenciais, que precisam ser obtidos via alimentação pela maioria dos mamíferos. Alguns deles possuem pequena capacidade de converter o ácido linoleico em ácido araquidônico, ou não conseguem fazê-lo, e por isso é essencial que o obtenham na dieta. 

## Rotas oxidativas do AA
As principais rotas oxidativas enzimáticas do ácido araquidônico são:
- Via lipo-oxigenase (LOX), cujos principais produtos são os leucotrienos, HETE, HPETE e as lipoxinas.
- Via ciclooxigenase (COX), cujos principais produtos são as prostaglandinas e os tromboxanos.

Estas rotas enzimáticas não atuam sobre o AA esterificado. O AA livre é obtido por meio da ação de fosfolipases sobre fosfolipídeos de membranas de células, liberando então o AA não-esterificado.